# Suai Loro
Suai Loro ist ein osttimoresischer Suco im Verwaltungsamt Suai (Gemeinde Cova Lima).

## Geographie
Vor der Gebietsreform 2015 hatte Suai Loro eine Fläche von 21,85 km². Nun sind es 22,81 km². Der Suco liegt an der Timorsee, südlich der Gemeindehauptstadt Suai, deren Zentrum neun Kilometer nördlich im benachbarten Suco Debos liegt. Nordöstlich befindet sich der Suco Camenaça und südwestlich, jenseits des Flusses Tafara, das Verwaltungsamt Tilomar mit seinem Suco Casabauc.
Hauptort ist Suco Loro (Suai Loro, Sukuloro), am Cabo Suai. In direkter Nachbarschaft dazu liegen die Orte Mane Icun (Maneikun), Lo'o (Loo), Beimau und Sularan (Nularan), etwas weiter nördlich Sucabe Laran (Sucabi Laran, Sukabilaran) und Audian (Tetum für „dornenfreier Bambus“). Im Zentrum des Sucos befindet sich das Dorf Acar Laran (Akarlaran).Grundschulen gibt es in Sularan, Sucabe Laran und Acar Laran. Außerdem gibt es in Acar Laran eine Sekundärschule. An der Küste von Suai Loro liegen die Ruinen eines portugiesischen Forts und das Gebäude des lokalen Generalkommandos der Unidade da Polícia Marítima (UPM).
Im Suco befinden sich die fünf Aldeias Acar Laran, Lo'o, Mane Icun, Sucabe Laran und Suco Loro.

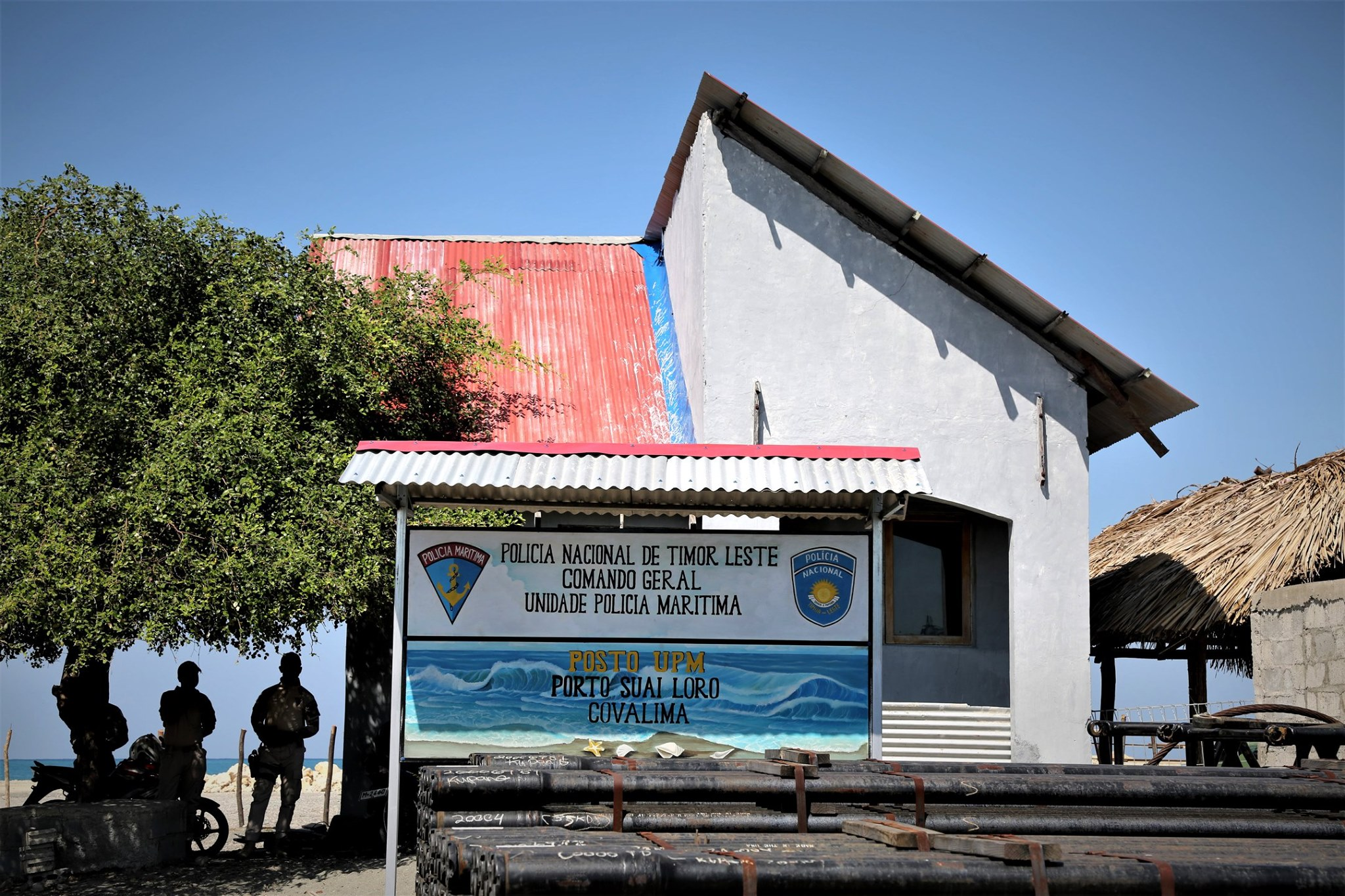
Sitz der Unidade da Polícia Marítima
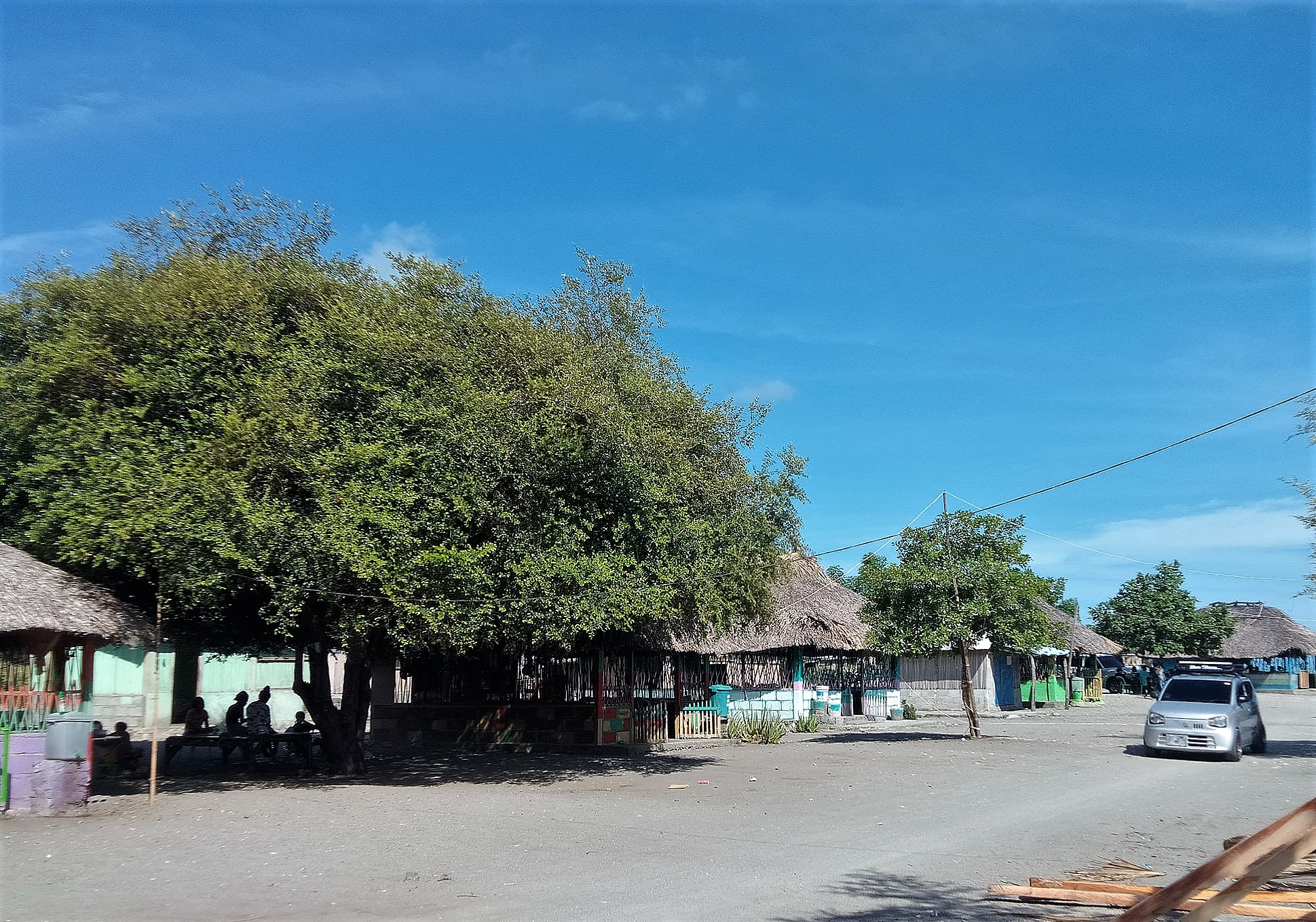
Suai Loro (2023)

### Fauna
Immer wieder kann man in der Gegend Leistenkrokodile beobachten.

## Einwohner
Im Suco leben 4.113 Einwohner (2022), davon sind 2.028 Männer und 2.0285 Frauen. Im Suco gibt es 1.002 Haushalte. Über 90 % der Einwohner geben Tetum Terik als ihre Muttersprache an. Minderheiten sprechen Tetum Prasa, Bunak, Habun oder Mambai.

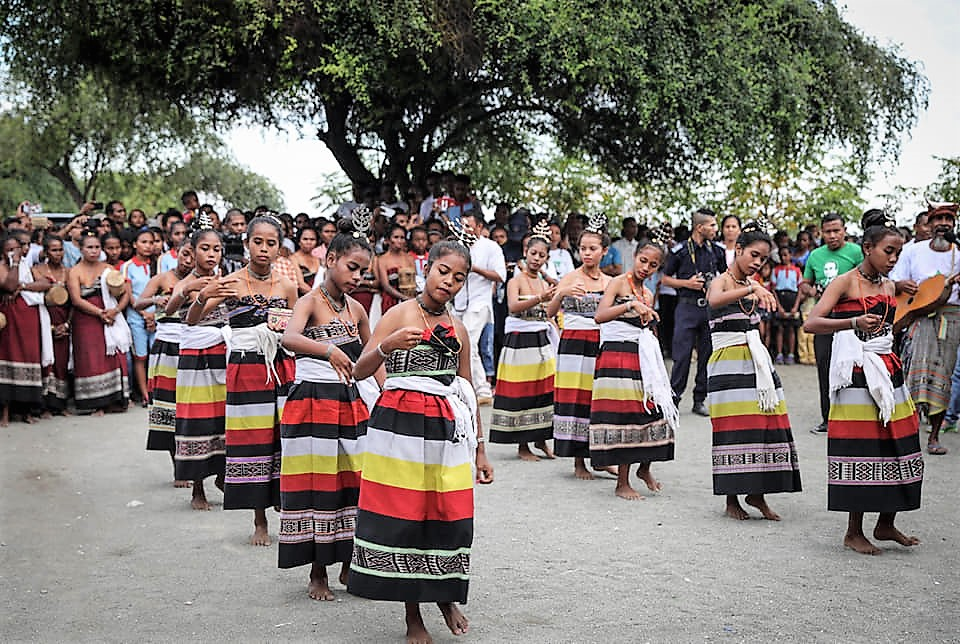
Tänzerinnen in Suai Loro
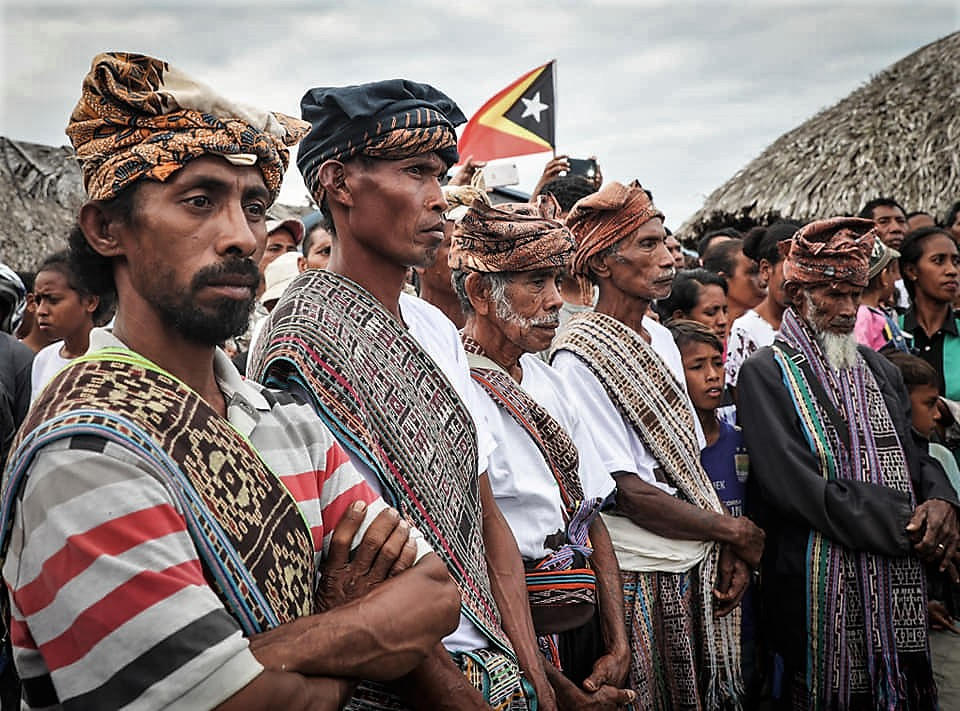
Würdenträger in Suai Loro
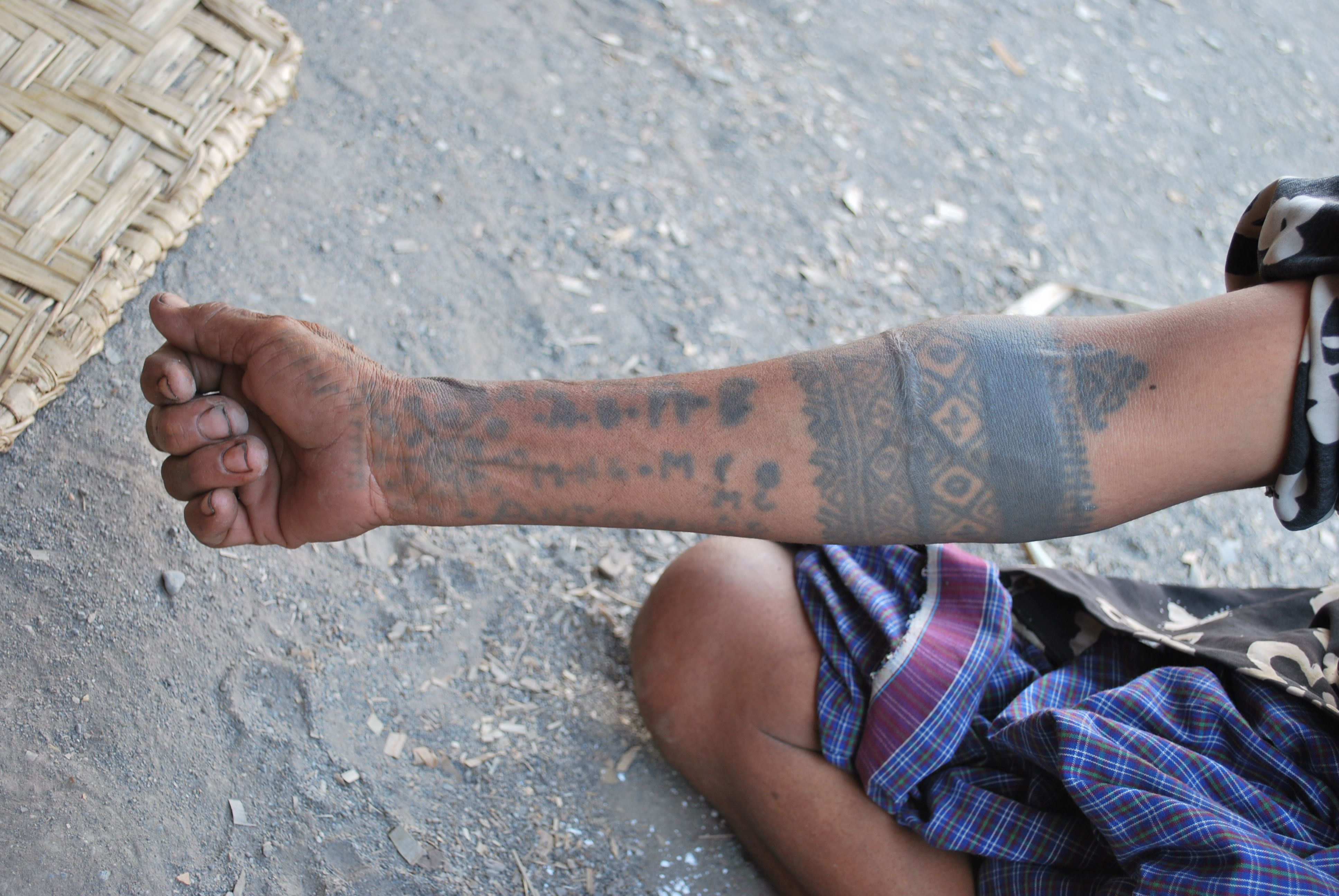
Traditionelle Tätowierung bei einer Frau aus Suai

## Geschichte
Ende Juni 2013 kam es in Suai Loro zu schweren Überschwemmungen, die drei Todesopfer forderten.

## Politik
Bei den Wahlen von 2004/2005 wurde Manuel zum Chefe de Suco gewählt. Bei den Wahlen 2009 gewann Martinho Mendonça und wurde 2016 in seinem Amt bestätigt.

## Kultur
Als Teil der rituellen Verlobung werden in Suai Loro der zukünftige Braut die Armbeugen tätowiert, womit das Versprechen für die Ehe Gültigkeit erlangt.
Die traditionellen Wohnhütten in Suai Loro stehen auf Stelzen. Die Außenwände werden durch herunterhängende gewebte Strohmatten gebildet, deren Muster die Clanzugehörigkeit der Bewohner angibt. Der Raum unterhalb der Hütten dient tagsüber als Arbeitsstätte, zum Beispiel für das Weben der Tais, der bunten Stoffe, die von den Frauen in Heimarbeit hergestellt werden.

Traditionelle Hütte in Suai Loro
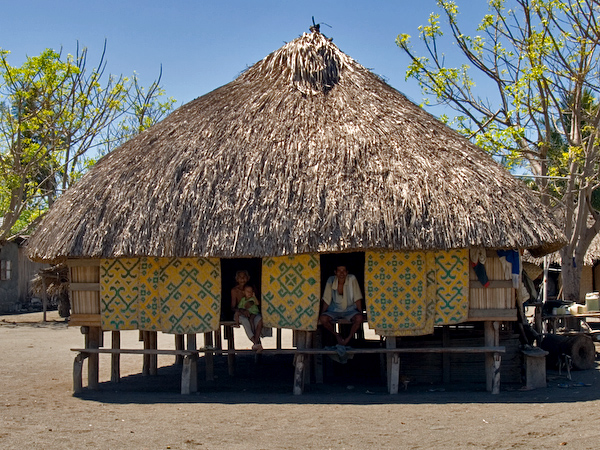
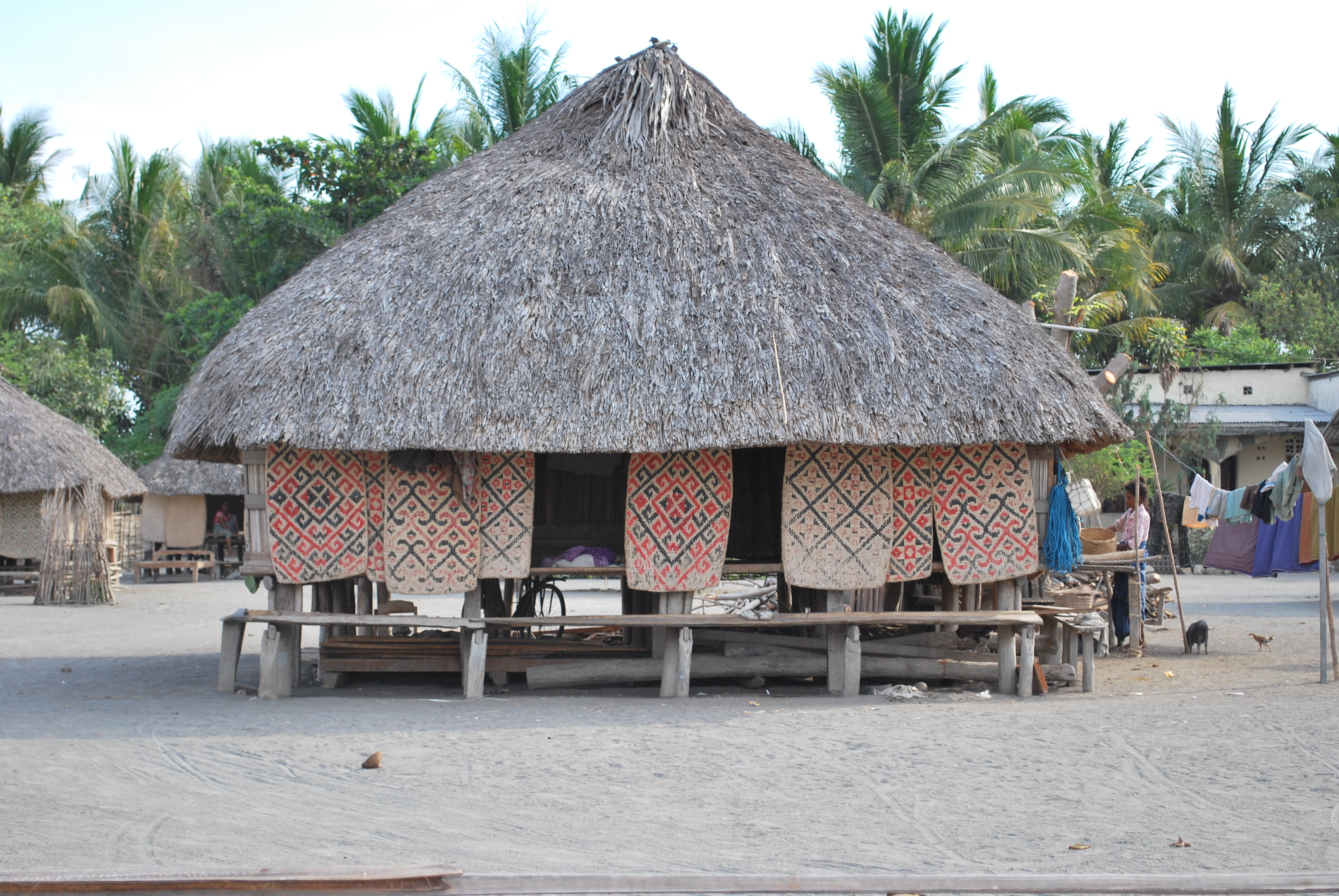
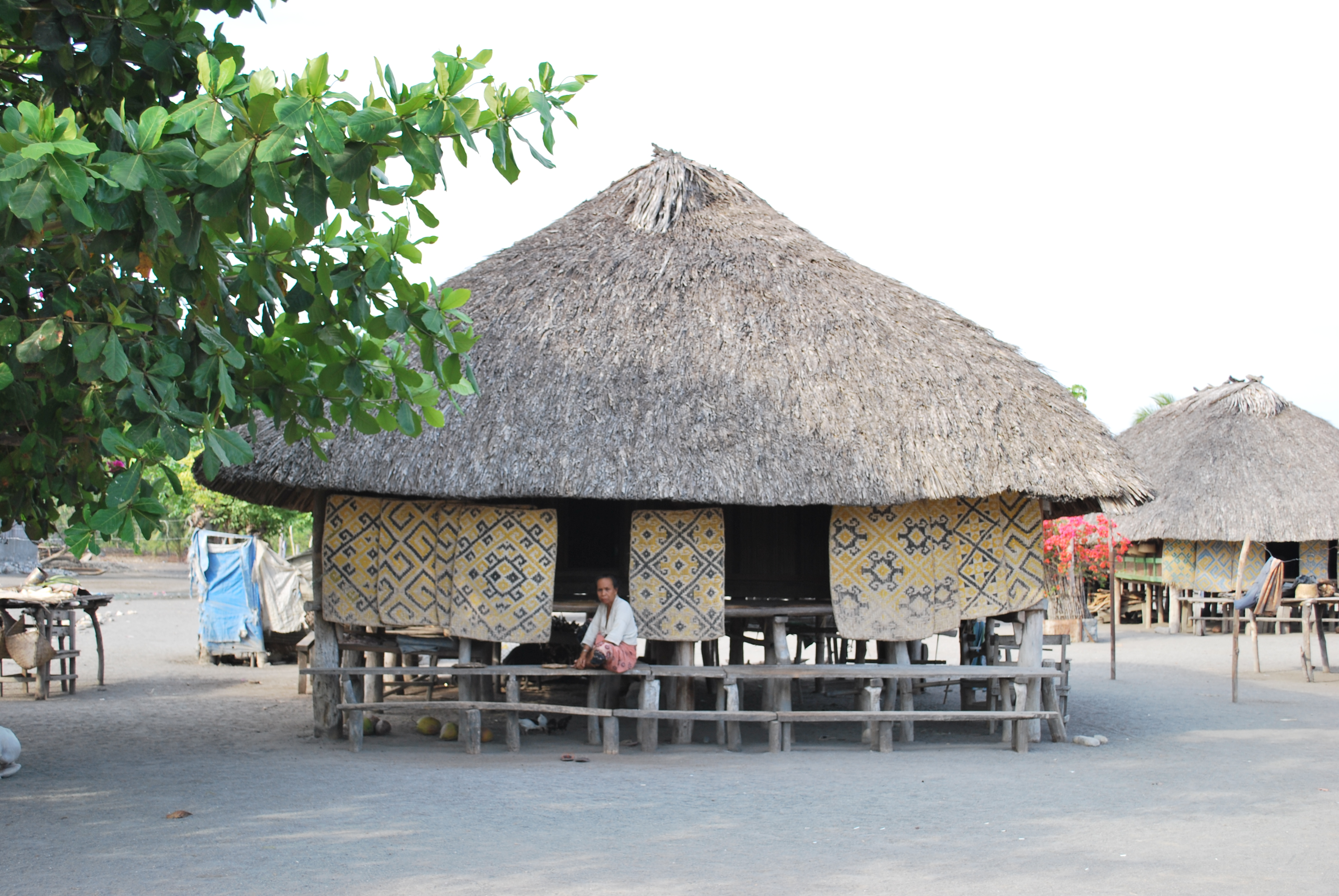
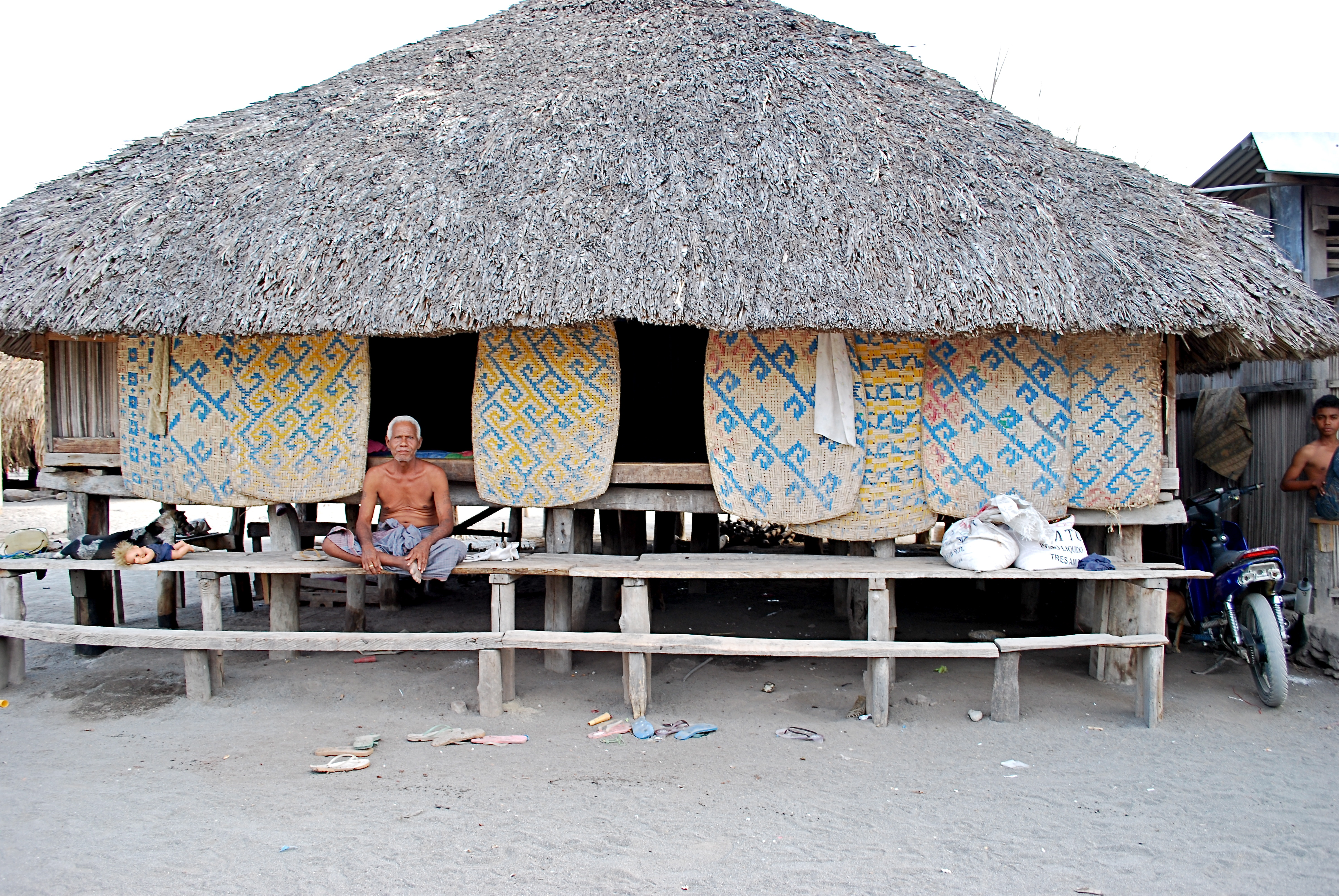

Weben von Tais
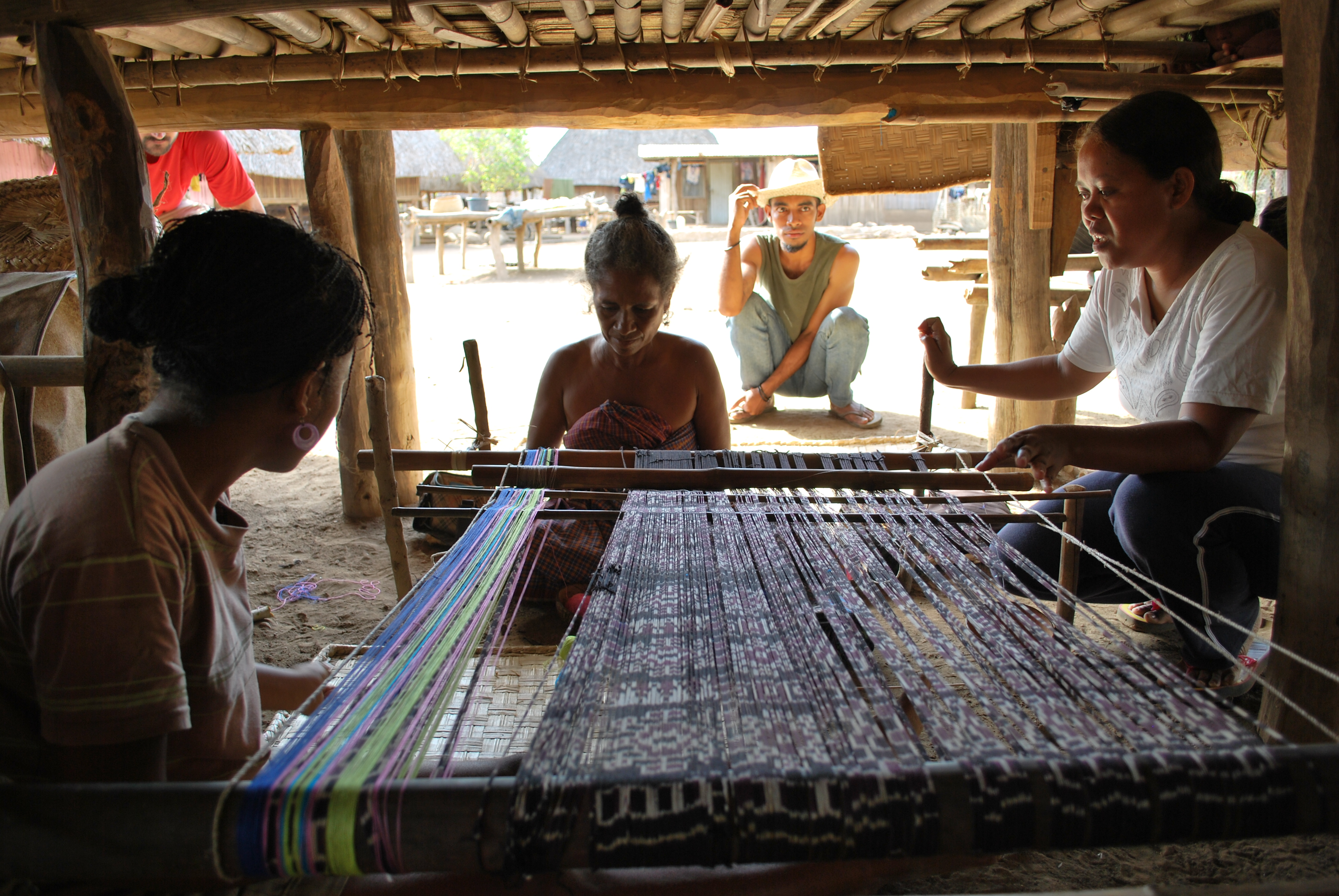
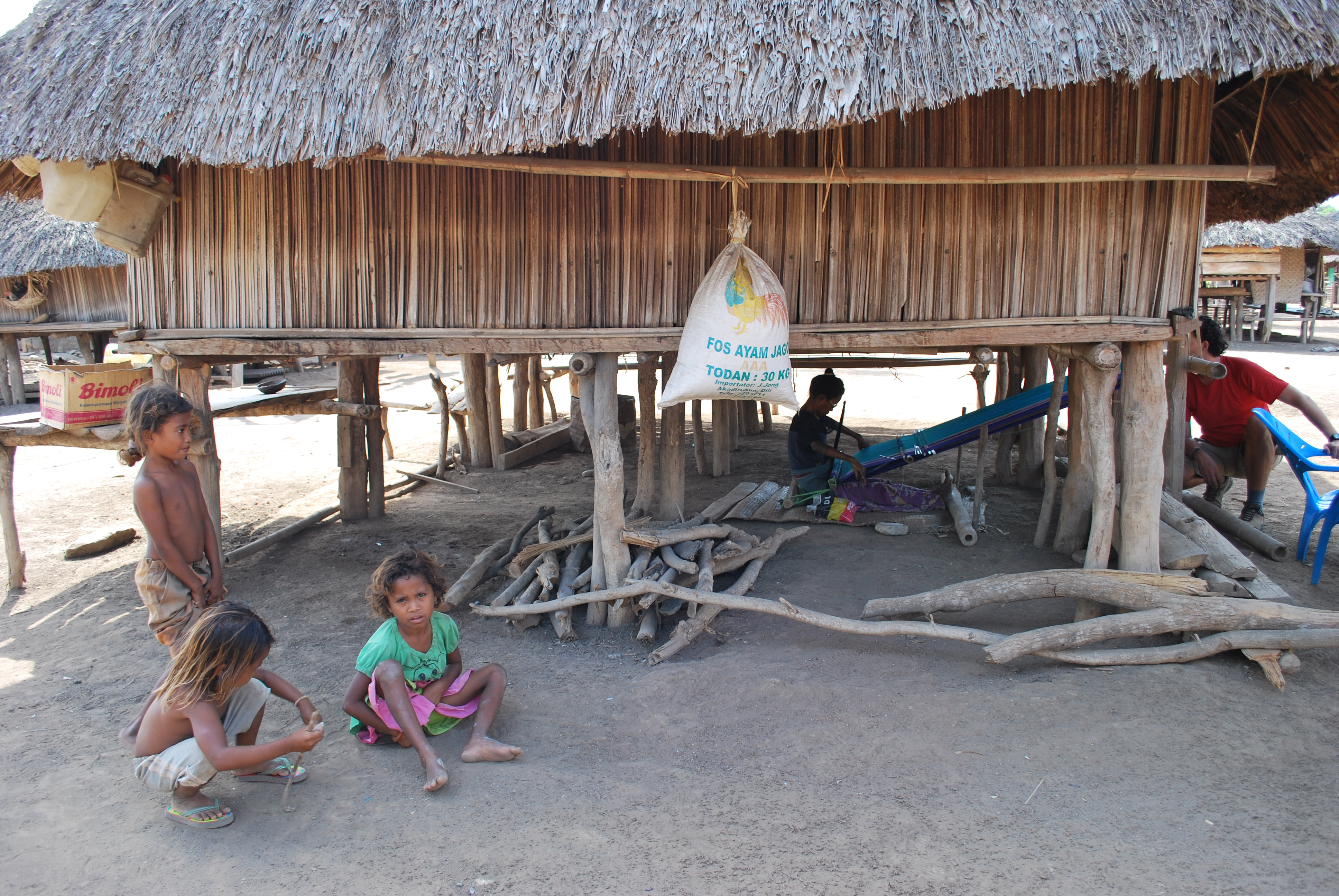
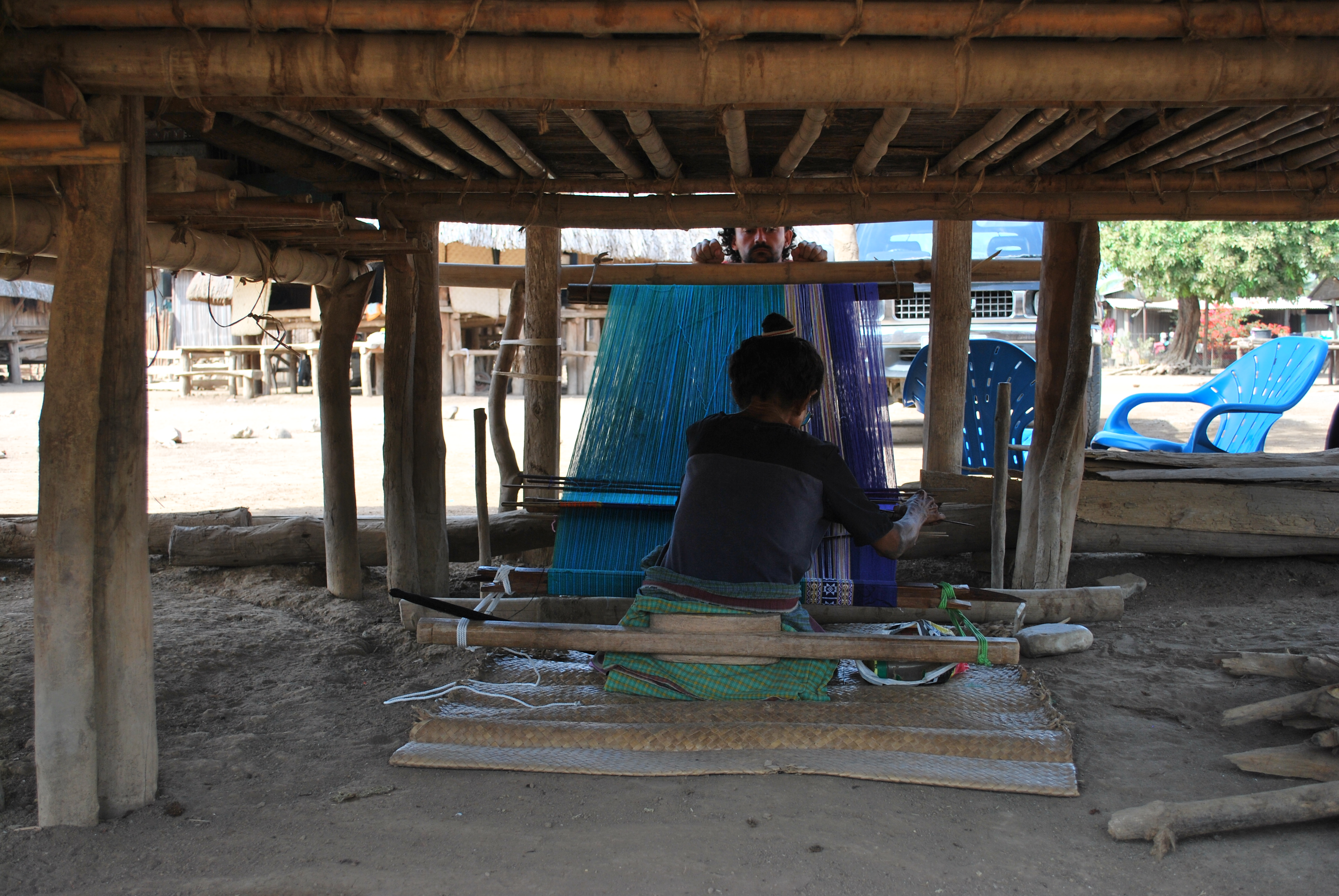

## Wirtschaft

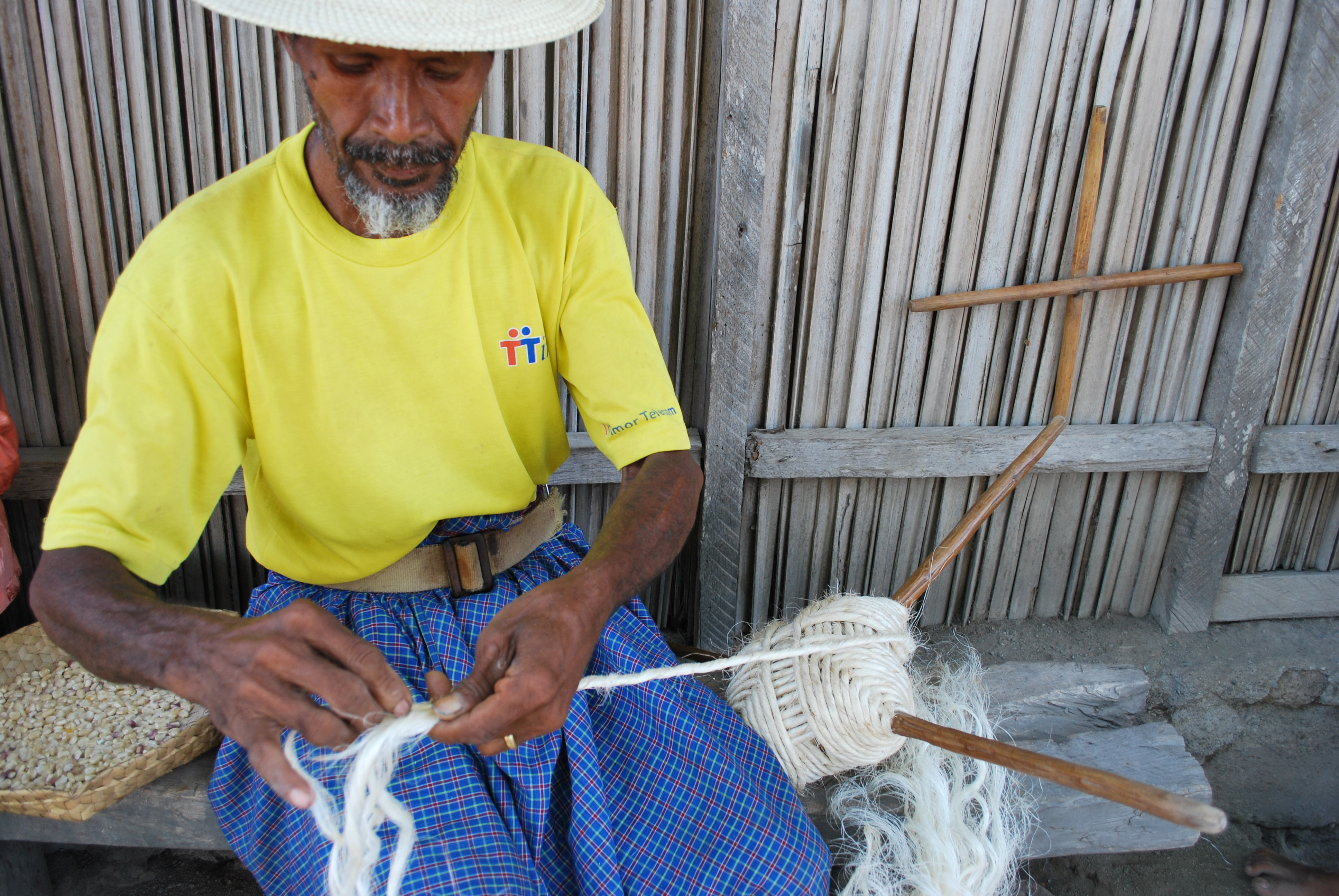
Seilmacher in Suai Loro

Am Strand von Suai Loro, zwischen Kap Suai und Kap Tafara, gibt es einen Landeplatz für Boote. Vor der Küste können auch größere Schiffe sicher ankern. Hier soll eine Versorgungsbasis für die Nutzung der vor der Küste liegenden Erdölfelder entstehen. Bereits in den 1970er Jahren fand man auch in Suai Loro Erdöl.